# Аластор
Аластор (на старогръцки: Ἀλάστωρ, Alastor) в древногръцката митология е отмъщаващ дух, демон, който придружава проклетите. Особено е известен от клетвата, която тежи над фамилията Атрей, предизвикана от Орест за убийството на баща му Агамемнон.
„Аластор“ е допълнително име и на отмъщаващите божества, особено на Ериниите, също и на Зевс. През древността близо до Тасос се намирал олтар, осветен за „Зевс Аластор“.
При християните по-късно Аластор е името на един дявол. Аластор е също името на един от черните коне на четириконницата на Хадес.